# 海璇
海璇（英語：Victoria Harbour）是新鴻基地產的一個豪宅項目，前身為北角邨。由呂元祥建築師事務所設計，位於香港島東區北角海旁，鄰近北角碼頭及巴士總站。該項目為新鴻基地產在2009年推出北角明園西街形品後首個北角全新住宅項目。

## 歷史
政府於2000年決定拆卸北角邨，最終於2003年清拆，空置9年後才正式招標。地政總署於2012年6月招標，7月截標後共收到7份標書，2012年7月11日，地政總署公布，新鴻基地產以69.1億元，擊退長實及太古地產等，奪得前北角邨臨海商住用地，每平方呎樓面地價約9,347元，略低於估值下限。新地預料總投資額達150億元。
2013年3月28日，新地旗下遠健有限公司，以27.22億元奪得北角酒店用地，投資額約55億元。
2013年8月，新地向城規會提交的發展10幢臨海屏風樓的設計方案，在居民的反對聲中被迫修改。在香港都市氣候環境圖中，北角邨舊址屬「高度敏感」和「極高度敏感」區域，風流通潛力低和熱能壓力高，建議盡可能保留區內的風道或通風廊。到9月19日，再向城規會提交了兩個新的設計方案，將由原有10幢設計減至8或9幢，但建築物的平均層數將會增加，最低高度將由50米增至66.5米，住用面積不變，提供單位則減少8個。居住在馬寶道的「北角屏風樓關注組」成員林藹雲表示歡迎發展商修改原來的設計，減低屏風效應，然而，她仍擔心新的建築群會影響渣華道地面的空氣流通，希望發展商在地面一層採取通透的設計。最終，政府沒有採納都市氣候建議圖，敲定的新設計方案與2009年的分別為把樓宇數量由4幢增加至9幢，50米闊的通風廊亦縮窄至20米。
海璇分為兩期發展。其中第1B期項目名為「海璇」，共包括5幢大廈，分別為1、2、3、5、5A及6座，提供355伙分層單位。項目的實用面積由近300平方呎至約2,400平方呎，間隔包括開放式至4房（雙套房）不等。主要供應3及4房戶, 面積由約1,200至1,600平方呎，並設有少量連花園戶、連平台戶等特色單位。第1、2、3及5座的3、4房戶將享有維港海景；第5A及6座的開放式至3房戶則以望郵輪碼頭及園景為主。項目單位特設獲屋宇署及環保署認可之減音通風設計，住戶在開窗賞景之餘，亦有減音作用，技術由發展商經3年獨立研究而成。而室內亦將設有面積約2.8萬平方呎的住客會所CLUB ViCi，提供包括約60米長室內外相連泳池、面積逾6,000平方呎董事屋Vici House、健身室、瑜伽室、容納60至70人的宴會廳及多項特色設施。管理費每呎5.98元。
海璇已於2017年6月份獲批預售樓花同意書，預定於2017年11月份推售。項目於2018年2月前只會以招標形式推售不多於百伙單位，每次推售不會多於十伙，以前排臨海大單位為主。首批10伙將在11月以招標出售。項目會在11月12日上載售樓說明書，並在同一日開放示範單位，唯買家必須先填寫參觀申請表格，並要付700萬元本票才可參觀。然而，展覽館內卻不准攝錄。新地副董事總經理雷霆回應指項目為「貴重物業」，認為700萬元本票是「值得」。
2018年3月26日，售出3個單位，其中2座15樓A室，成交價高見1.052億元，單位實用面積1,599平方呎，成交呎價65,846元，打破同項目1座11樓A室呎價64,887元的紀錄，再創港島東區呎價新高。
2018年8月，發展商將第6座轉為以服務式住宅出租，該座命名為「海璇匯」，涉140伙，於2018年12月招租，一房月租由3.5萬元起，租期6個月以上，呎租約98至約114元。同時安排準買家參觀現樓示範單位，若準買家參觀1座及2座現樓單位，需提供200萬元本票。

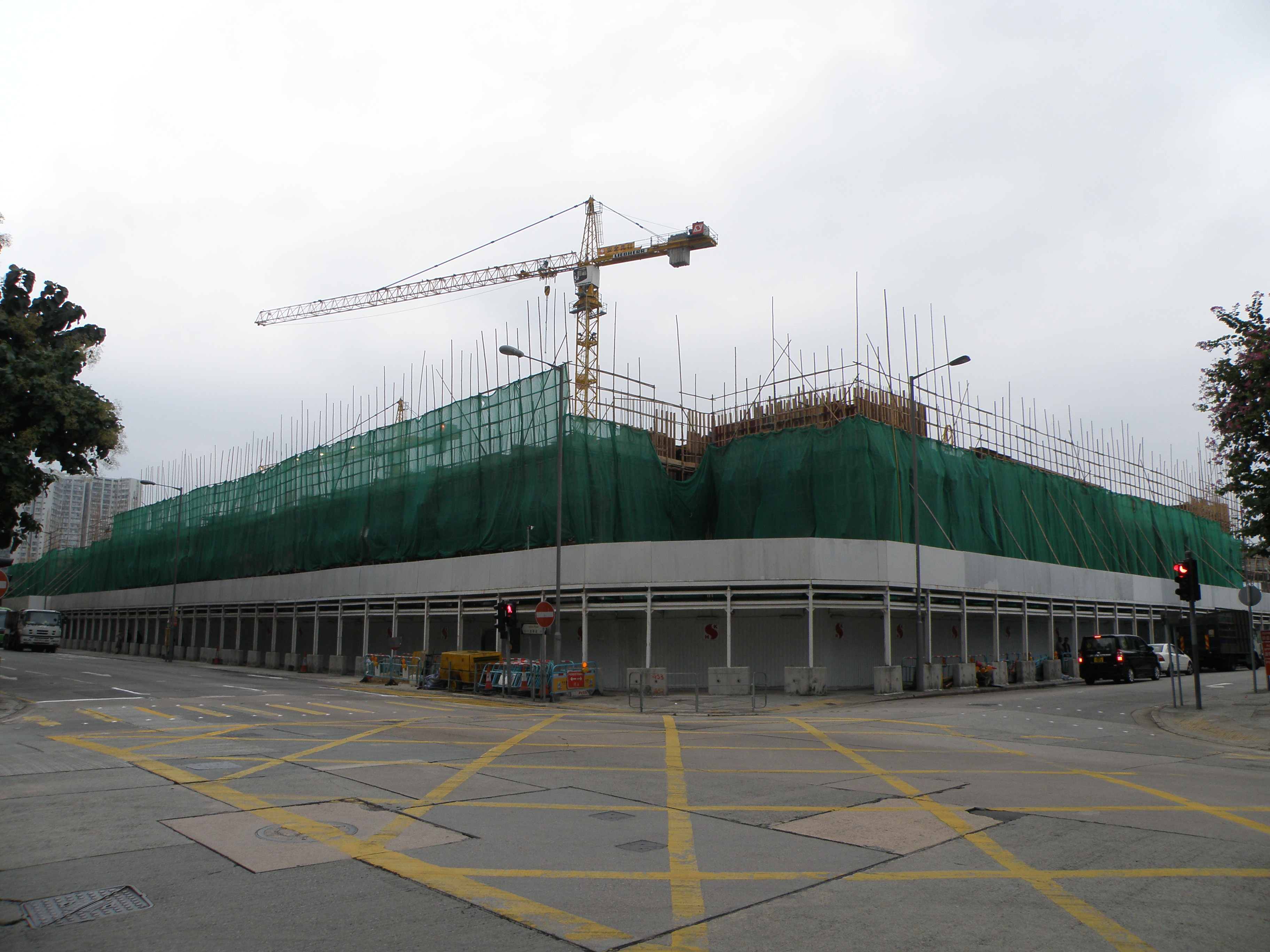
興建中的海璇（2014年11月）
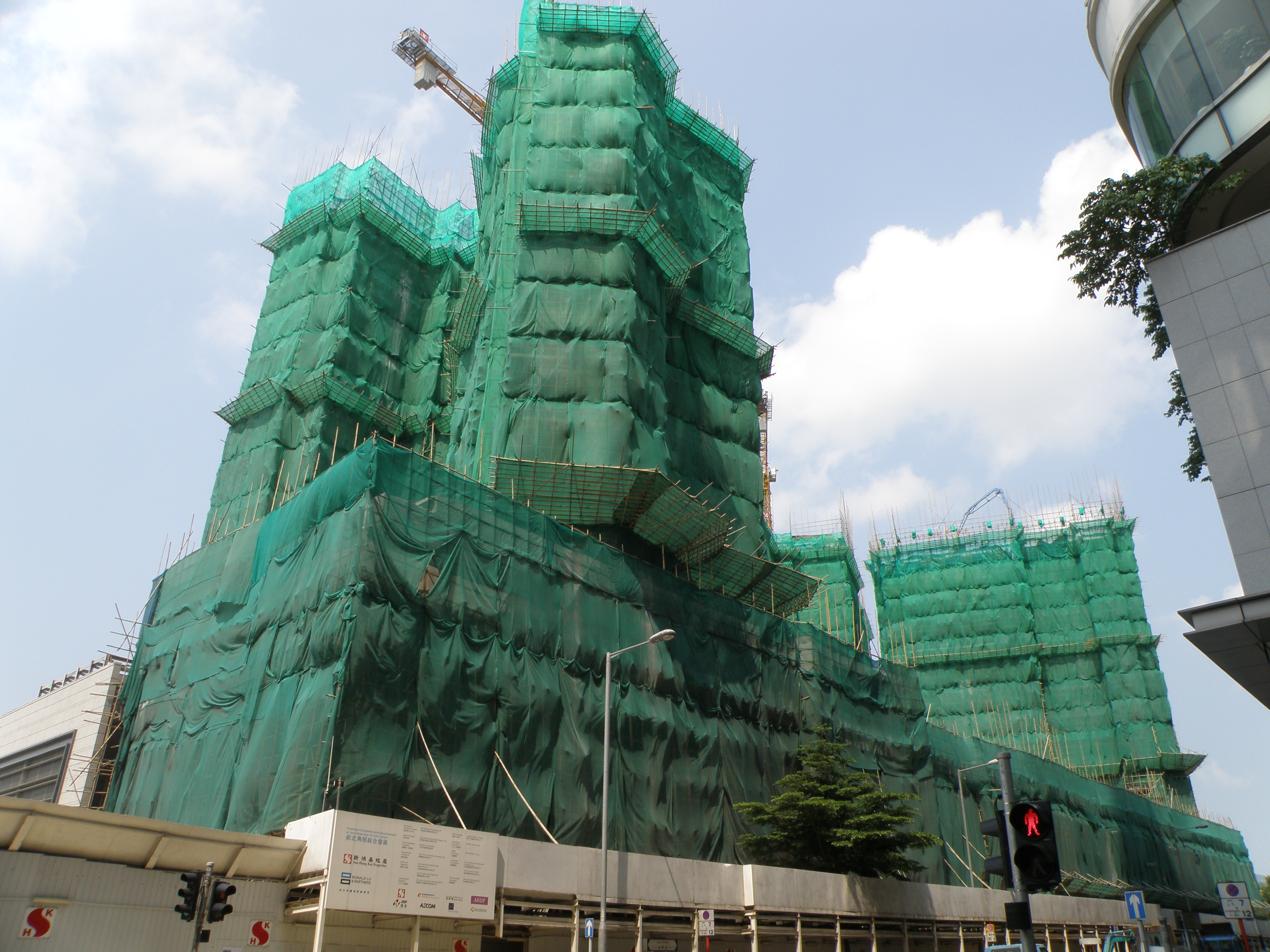
興建中的海璇（2015年9月）
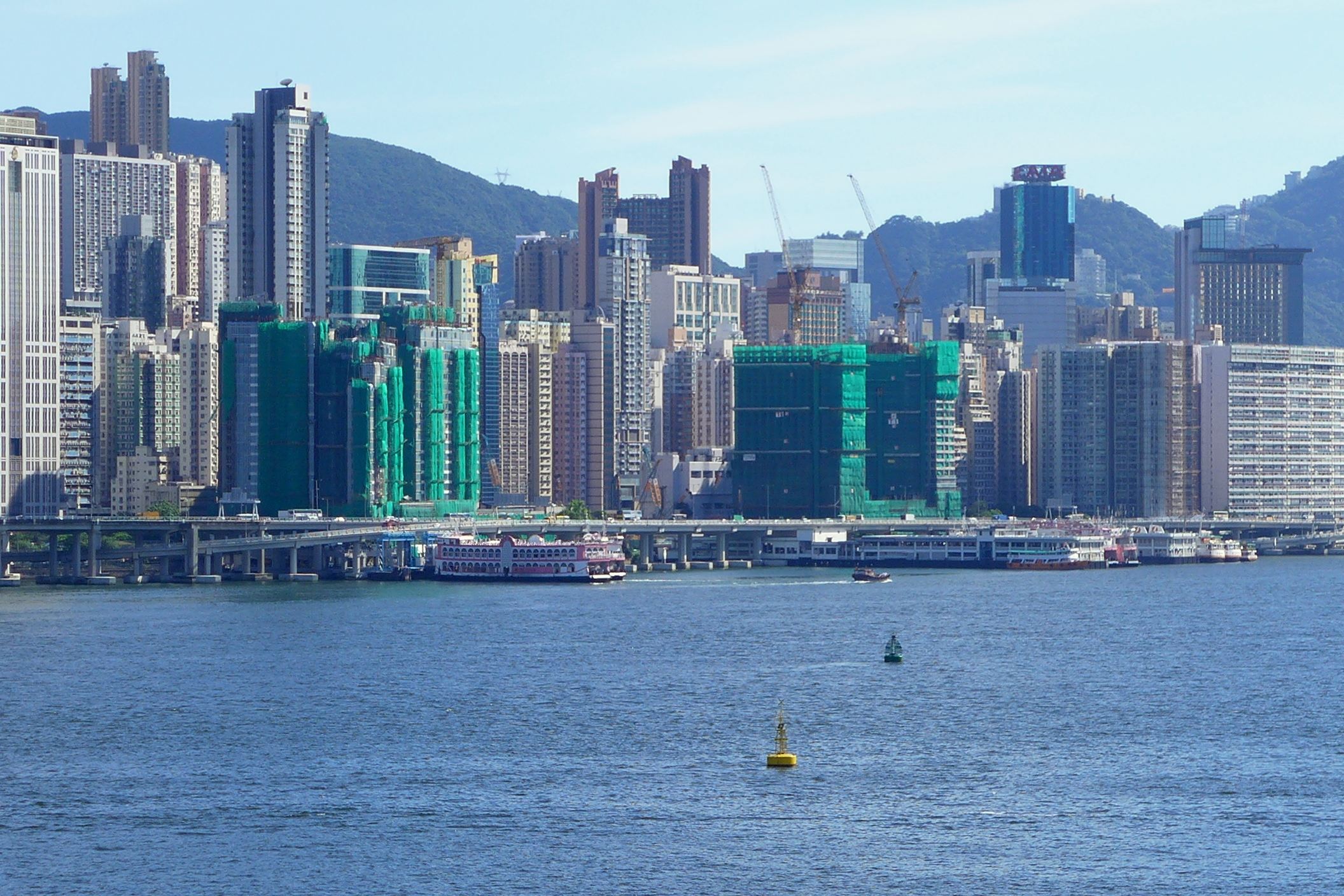
興建中的海璇（2016年6月）
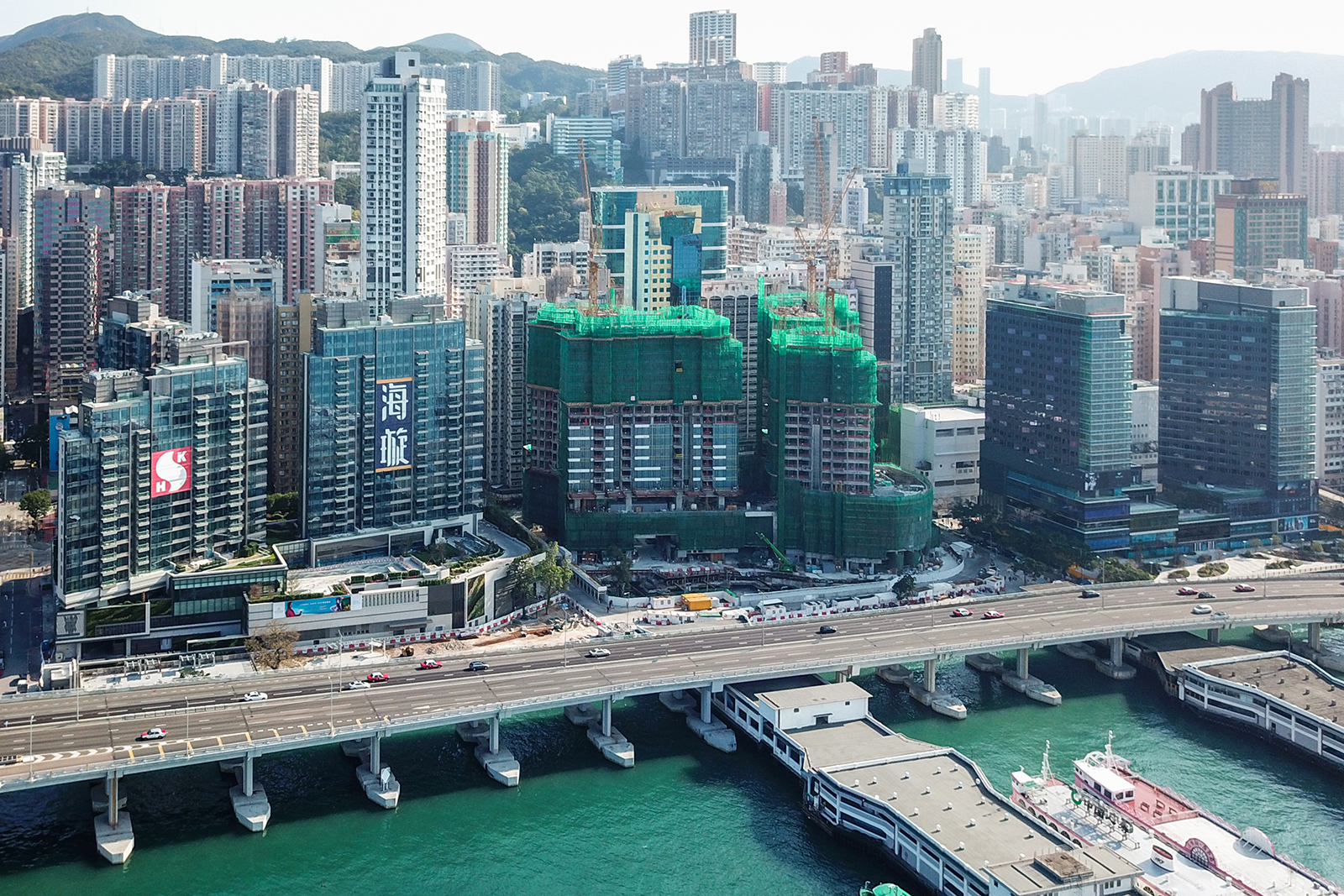
興建中的海璇（2018年3月）

## 商場

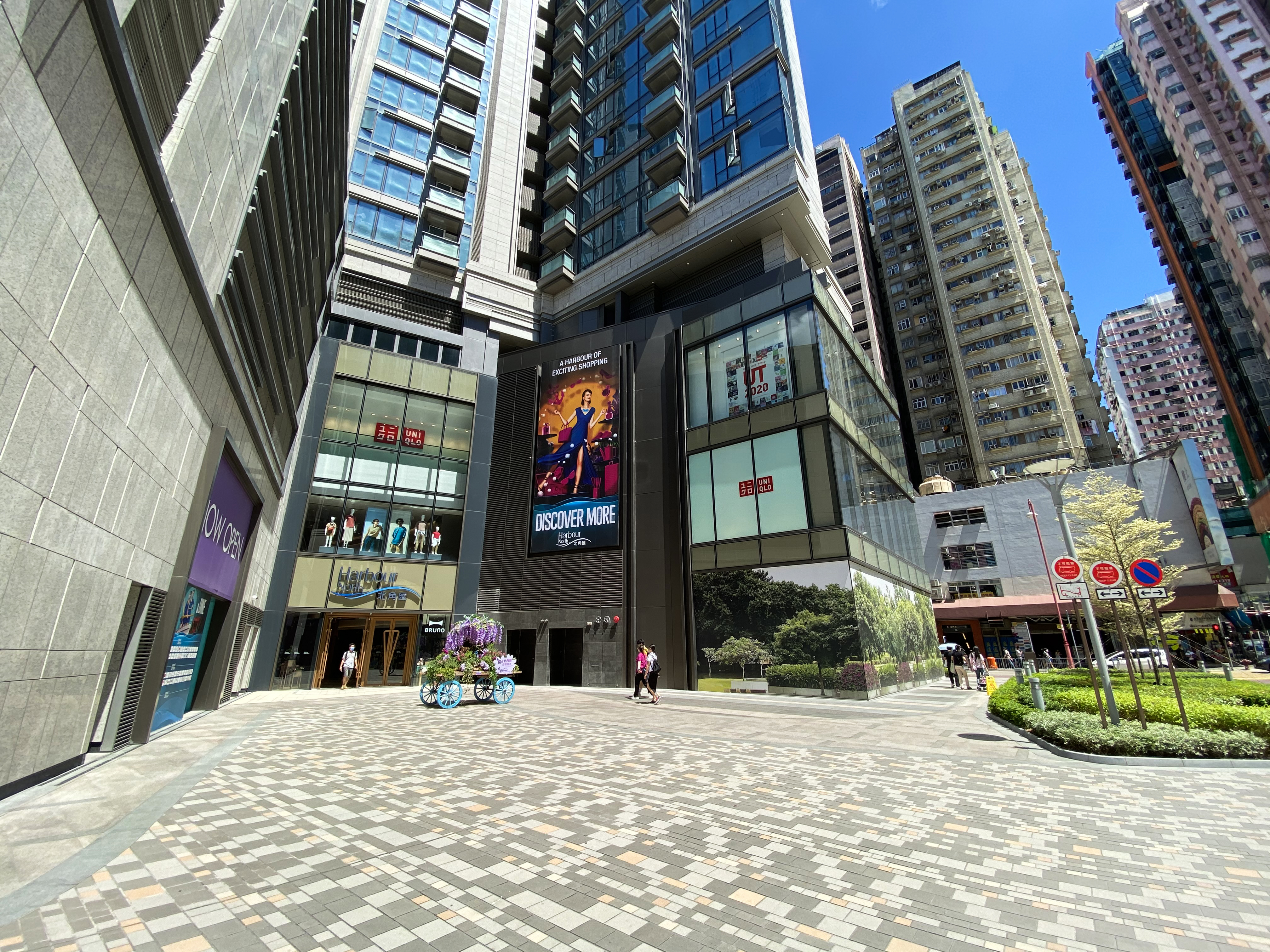
北角匯商場

北角匯（英語：Harbour North）是新鴻基地產的一個商場。總面積約22萬方呎，包括住宅基座商場14.6萬方呎及酒店商場7.4萬方呎，分別樓高4層與5層，提供約120至130間舖，面積約150至14,000方呎，呎租較同區為高，意向呎租由60至300元。商戶組合方面，以時尚服飾及飲食為主。

## 公共設施

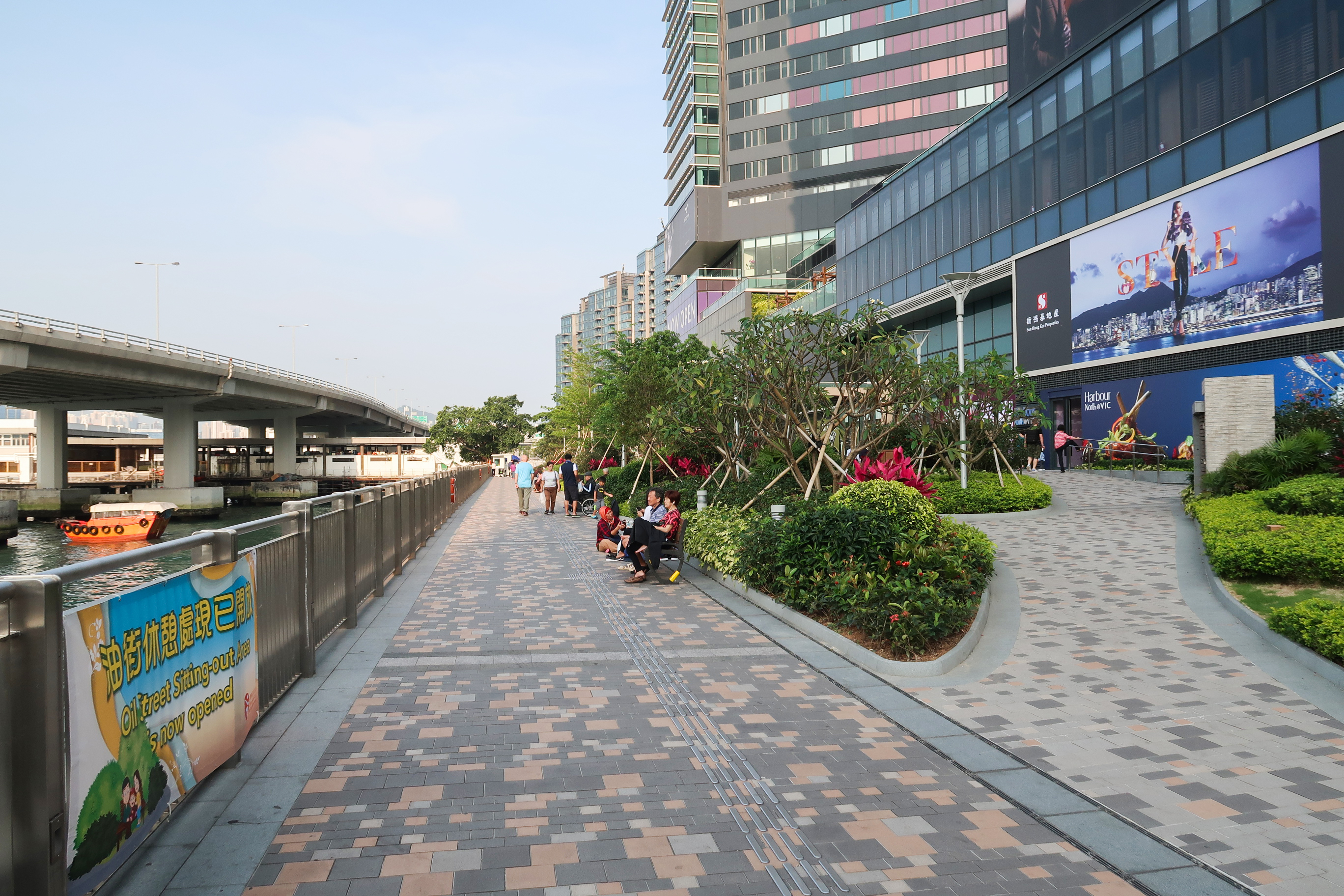
北角海濱花園

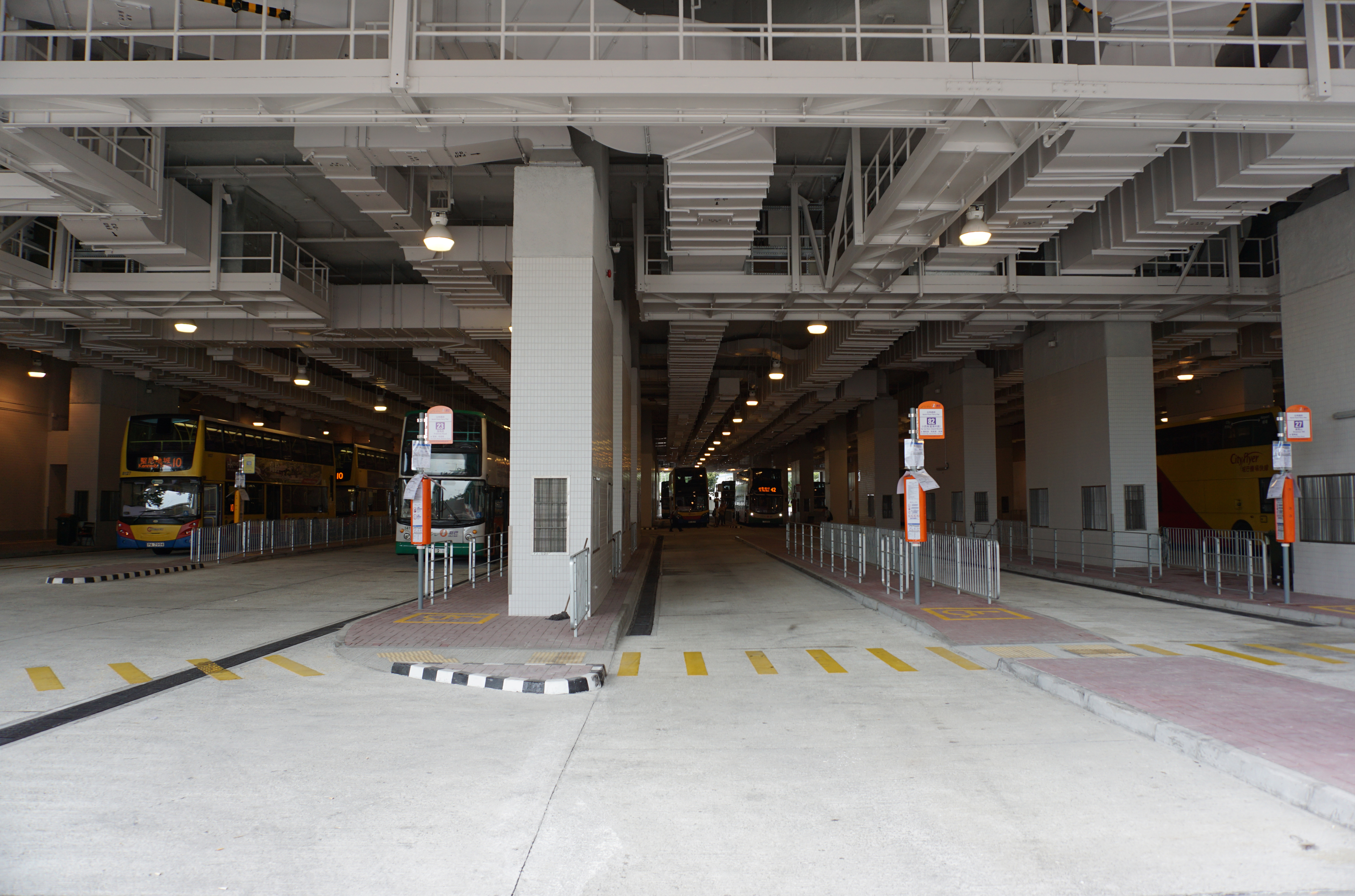
北角碼頭公共運輸交匯處

根據發展條款，項目需設綠化空間、海濱長廊、18%的樓面屬社區設施及公共交通交匯處等。其中北角碼頭公共運輸交匯處已於2016年5月14日起啟用。而北角社區會堂在2019年8月10日開幕。設一個可容納450人的多用途禮堂、舞台、會議室和化妝室。

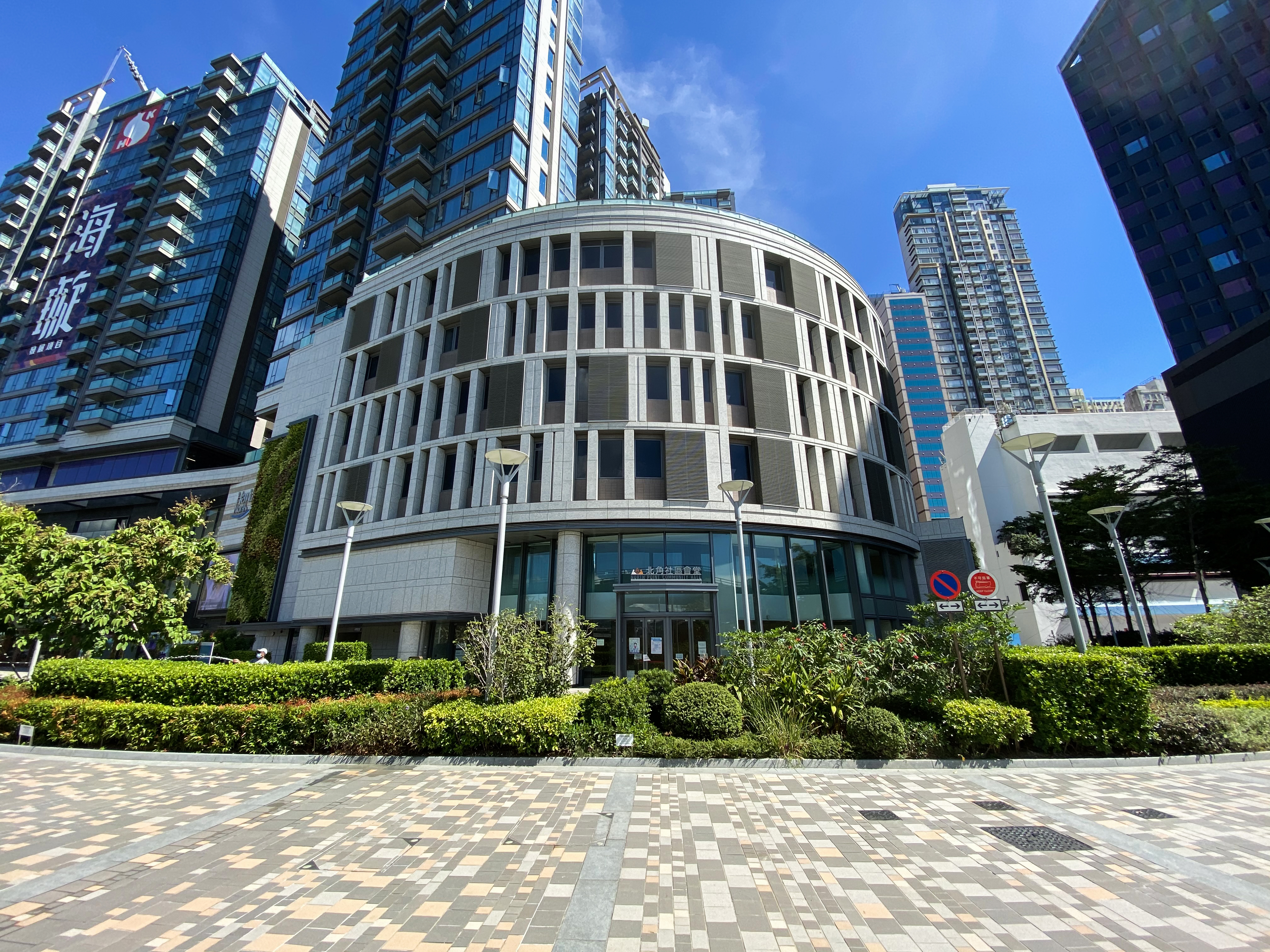
北角社區會堂
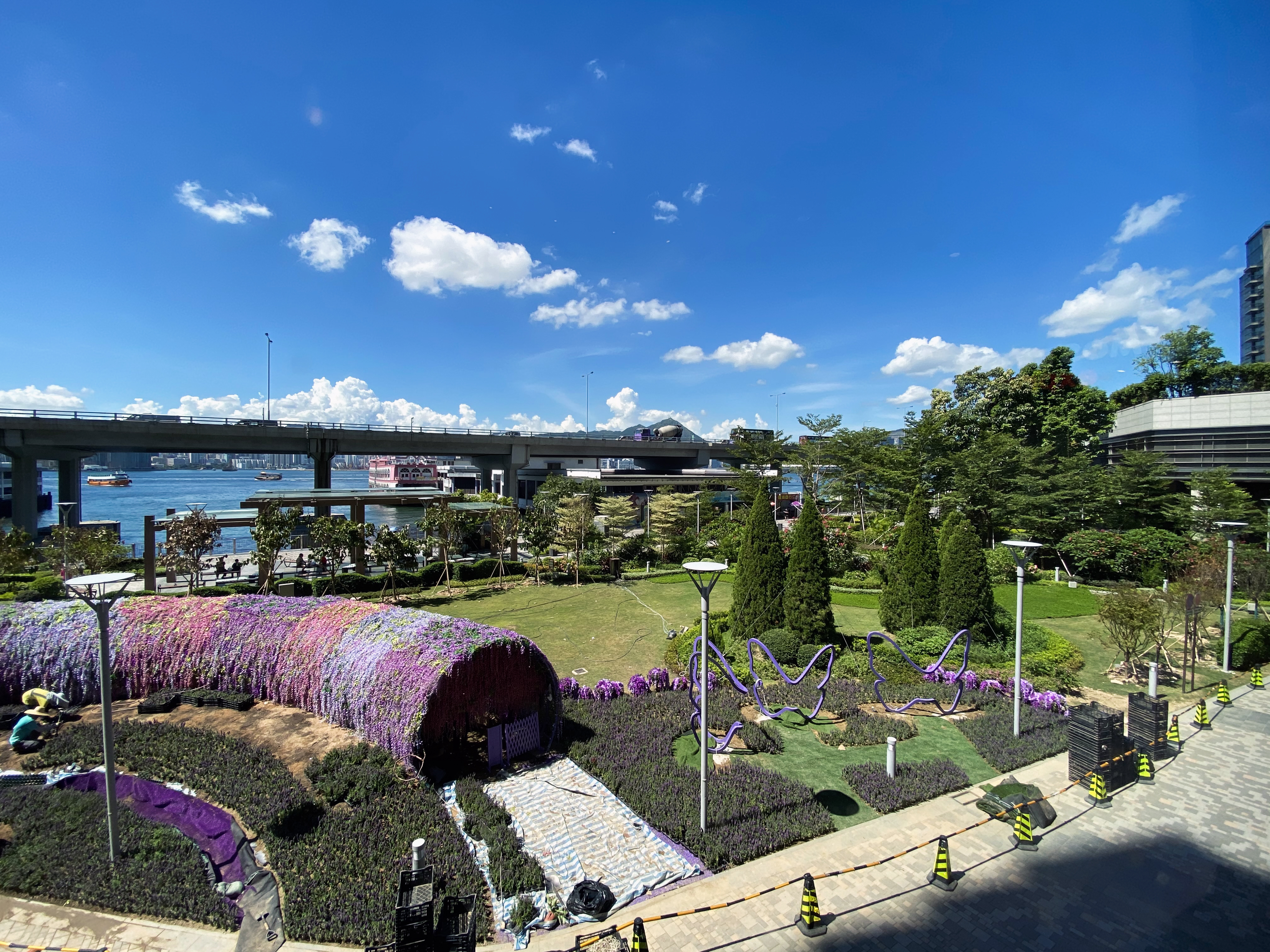
屬於商場範圍的草坪
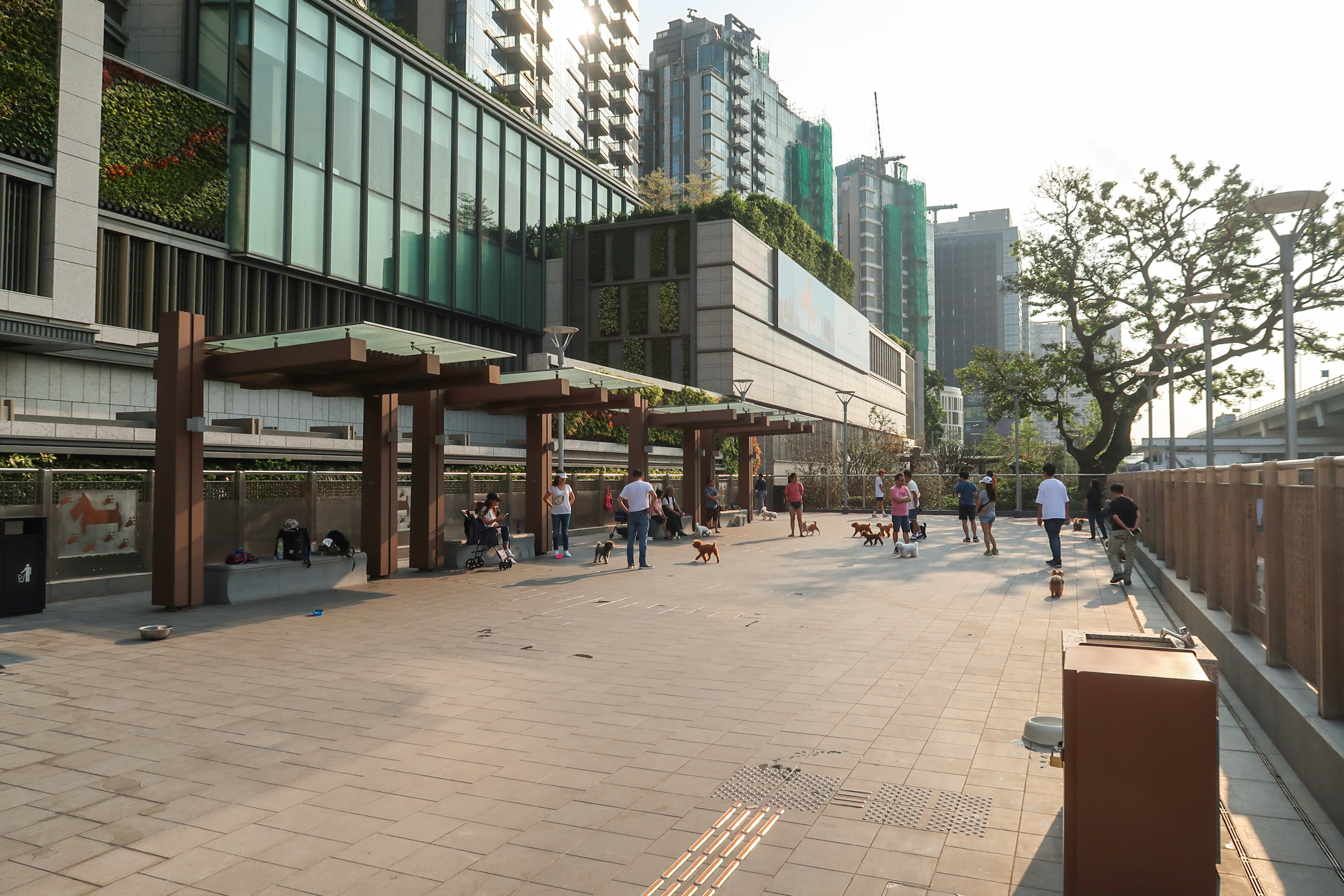
北角海濱花園內的狗公園
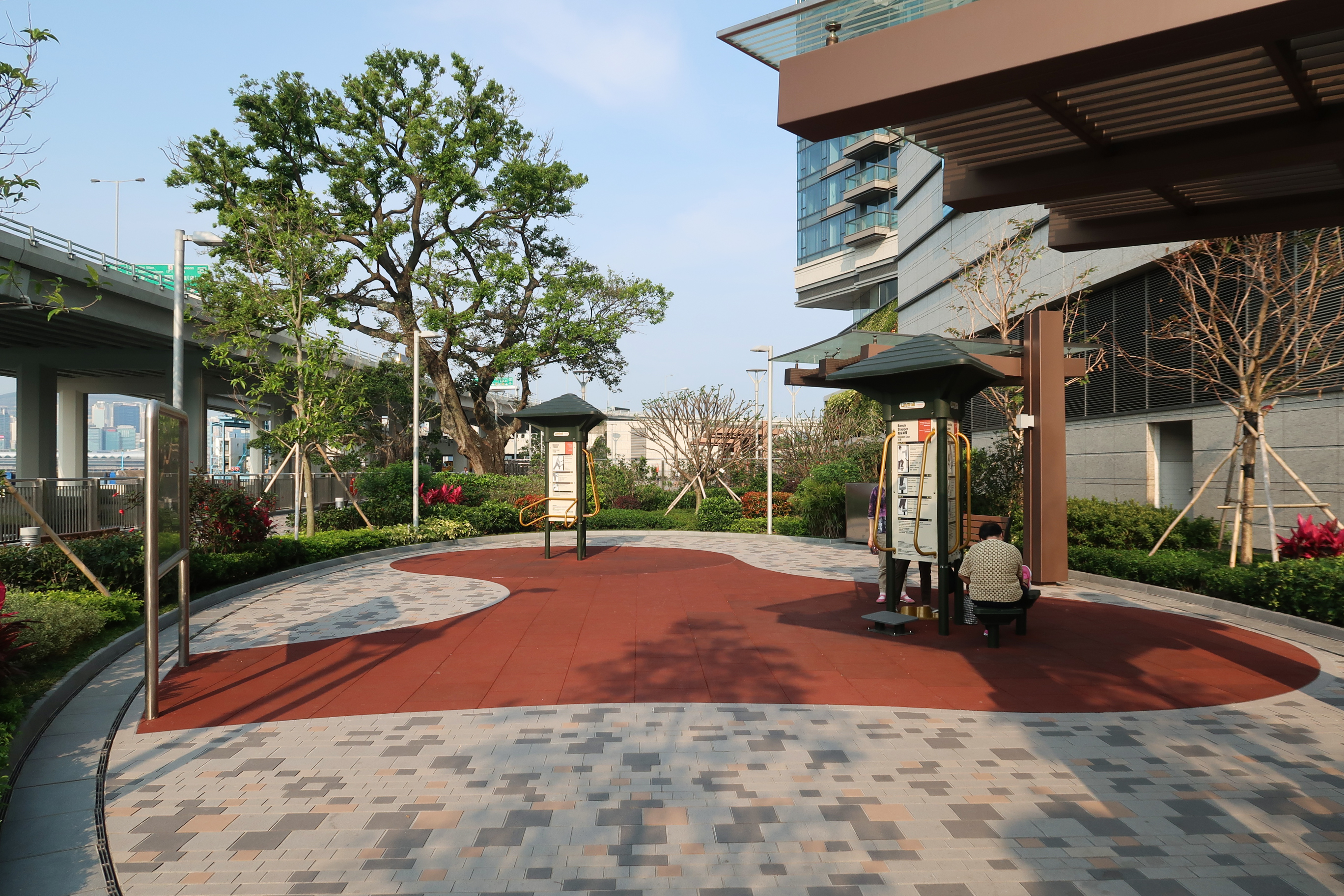
北角海濱花園內的健身區
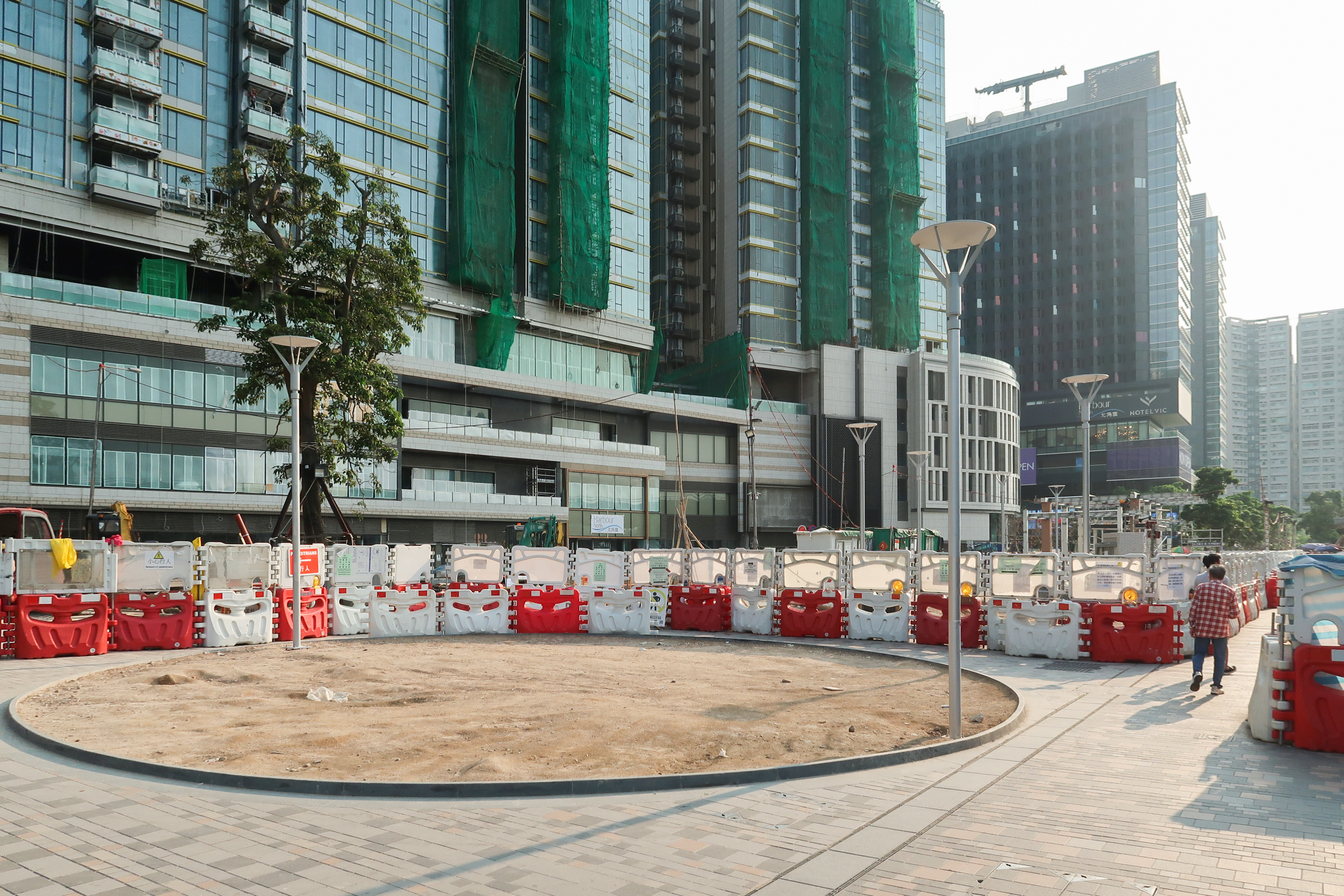
興建中的海濱長廊第3期

## 外部連結
- （繁體中文）海璇（页面存档备份，存于）
- （繁體中文）香港維港凱悅尚萃酒店（页面存档备份，存于）